# Gametofor

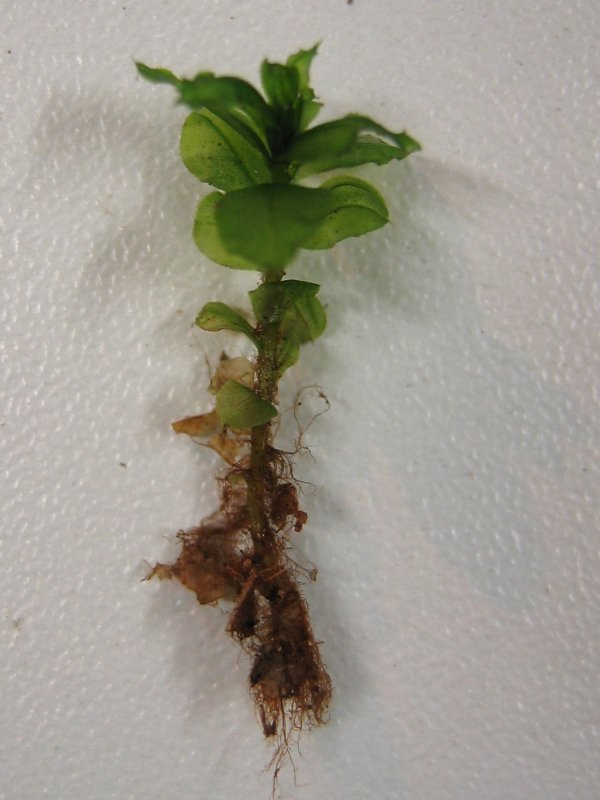
Gametofor płożymerzyka pokrewnego

Gametofor (gr. gamétes – małżonek, phorá – noszenie) – u roślin część gametofitu, na której powstają narządy płciowe (gametangia). W szczególności termin stosowany jest w odniesieniu do ulistnionych łodyżek mszaków wyrastających ze splątka i zakończonych rodniami i plemniami. U mszaków, u których splątek jest tworem krótkotrwałym (np. u torfowców), gametofor można utożsamiać z gametofitem. Po zapłodnieniu z rodni na szczycie gametoforu wyrasta sporofit. Gametofor jest w przypadku mchów zasadniczą częścią pokolenia płciowego.